# Garum (plaats)
Garum is een bestuurslaag in het regentschap Blitar van de provincie Oost-Java, Indonesië. Garum telt 5558 inwoners (volkstelling 2010).